# Ficus ingens
Ficus ingens is een soort uit de moerbeifamilie. De soort komt voor in droge, subtropische tot tropische gebieden in Afrika en het zuiden van Arabië.
... · 
F. benghalensis · 
F. benjamina (Waringin) · 
F. carica (Vijgenboom) · 
F. elastica (Indische rubberboom) · 
F. ingens · 
F. lyrata (Vioolbladplant) · 
F. racemosa · 
F. religiosa (Bodhiboom) · 
F. sur (Kaapse wilde vijg) · 
F. sycomorus (Egyptische vijgenboom) · 
...